# Brylluppet mellem kronprinsesse Victoria og Daniel Westling
Brylluppet mellem kronprinsesse Victoria og Daniel Westling fandt sted lørdag den 19. juni 2010 i Storkyrkan i Stockholm. Mere end 1000 gæster var inviteret til brylluppet. Kongelige og statsledere fra hele verden deltog i brylluppet, som også blev dækket af medier fra hele verden. Flere lande udsendte journalister til begivenheden, heriblandt Finland (57), Spanien (42), Storbritannien (38), Frankrig (36), Danmark (34), Japan (22), Holland (19) og Belgien (17).

## Datoen
Den 19. juni er den samme dato som kronprinsesse Victorias forældre, kong Carl 16. Gustav af Sverige og Silvia af Sverige giftede sig i 1976. Det var også på denne dato, at Oscar 1. af Sverige og Josefine af Leuchtenberg blev gift i 1823 og Karl 15. af Sverige og Louise af Nederlandene i 1850. I 2010 var det også 200 år siden at brudens forfader, den franske marskal Jean Bernadotte, blev valgt til svensk tronfølger.

## Aktiviteter
I ugerne fra Sveriges nationaldag til brylluppet blev der arrangeret en række festligheder under navnet Love Stockholm 2010. Disse foregik i innerstaden. Udgifterne til dette blev dækket af sponsorer.
Den sidste uge før brylluppet blev der afholdt en række officielle arrangementer. Onsdag den 16. juni inviterede landshövdingene til middag på Ostindiefararen Götheborg. Torsdag den 17. juni gav kongeparret en privat middag på Drottningholm Slot. Fredag den 18. juni blev der afholdt en privat frokost på Sturehov. Den samme dag var også den svenske regerings modtagelse for Sveriges kommuner og landsting i Stockholms Stadshus. Dette efterfulgtes af en middag med regeringen i Eric Ericsonhallen. Sveriges Rigsdag inviterede også til en gallaforestilling i Stockholm koncerthus.

## Bryllupsdagen
Vielsen blev, efter kongens ønske, foretaget af ærkebiskop Anders Wejryd. Han blev assisteret af biskoppen Lars-Göran Lönnermark, biskop i Lunds stift, Antje Jackelén og Åke Bonnier, provst i Stockholms Domkirke.
Den musikalsk ansvarlige var organisten Gustaf Sjökvist, som også var ansvarlig for musikken ved brylluppet i 1976. Den originale bryllupsmusik blev komponeret af Karin Rehnqvist, den første kvinde nogensinde, til at komponere musik til et kongeligt bryllup.
Victoria var klædt i en hvid brudekjole med et flere meter langt slæb. Hun havde det samme diadem, som hendes mor brugte da hun giftede sig, og et slør næsten lige så langt som brudekjolens slæb. Hun gik ind i kirken sammen med sin far, og blev mødt af Daniel. Victoria og Daniel stod foran alteret under hele ceremonien og knælede under forbønnen efter vielsen, som blev foretaget af ærkebiskoppen Anders Wejryd. I sin tale understregede han betydningen af at støtte hinanden i ægteskabet. Ceremonien blev afsluttet ved, at de svenske sangere Agnes Carlsson og Björn Skifs sang "When you tell the world, you're mine", skrevet specielt for parret. Da de kom ud af kirken, stod de i et stykke tid og ventede på kareten, som skulle køre dem rundt i Stockholm.

## Gæsteliste
Blandt gæsterne var følgende:

### Brudens familie
- Kongen og Dronningen, brudens forældre
  - Prins Carl Philip af Sverige, brudens bror
  - Prinsesse Madeleine af Sverige, brudens søster
- Prinsesse Margaretha, fru Ambler, brudens faster
  - James Ambler og Ursula Ambler, brudens fætter og hans kone
  - Edward Ambler og Helen Ambler, brudens fætter og hans kone
  - Baronesse Sibylla von Dincklage brudens kusine
    - Madeleine von Dincklage, brudepige
- Prinsesse Birgitta og Prins Johann Georg af Hohenzollern, brudens faster og hendes mand
  - Prins Carl Christian og Prinsesse Nicole af Hohenzollern, brudens fætter og hans kone
  - Desirée von Bohlen und Halbach og Eckbert von Bohlen und Halbach, brudens kusine og hendes mand
  - Prins Hubertus og Prinsesse Uta Maria af Hohenzollern, brudens fætter og hans kone
- Prinsesse Désirée, baronesse Silfverschiöld og Baron Niclas Silfverschiöld, brudens tante og onkel
  - Baron Carl Silfverschiöld og Baronesse Maria Silfverschiöld, brudens fætter og hans kone
  - Baronesse Christina Louise De Geer og Baron Hans De Geer, brudens kusine og hendes mand
    - Ian De Geer

  - Baronesse Hélène Silfverschiöld, brudens kusine
- Prinsesse Christina, fru Magnuson og Tord Magnuson, brudens faster og onkel
  - Gustaf Magnuson og Nathalie Ellis, brudens fætter og hans partner
  - Oscar Magnuson og Emma Ledent, brudens fætter og hans partner
  - Victor Magnuson og Frida Bergström, brudens fætter og hans partner
- Grevinde Marianne Bernadotte af Wisborg, brudens grantante
  - Grev Michael og grevinde Christine Bernadotte af Wisborg,
    - Grevinde Kajsa Bernadotte af Wisborg
- Grev Carl Johan og Gunnila Bernadotte, brudens grandonkel og grantante

## Diverse
Fra januar til april 2010 blev Storkyrkan rengjort og renoveret til brylluppet. Omkostningerne blev beregnet til 12,4 millioner svenske kroner. Det var omkring 20 år siden, at Storkyrkan sidst blev rengjort på antikvarisk vis.
Brylluppets gæsteliste blev kritiseret, fordi man inviterede gæster fra undertrykkende og udemokratiske regimer, bl.a. Nordkorea, Eritrea, Sudan, Saudi-Arabien, Zimbabwe, Hviderusland, Iran og Libyen, mens ikke alle af de svenske folkevalgte, blev inviteret. Mediedækningen af brylluppet blev ca. fire måneder før begivenheden kritiseret af bl.a. kulturchef Åsa Linderborg fra avisen Aftonbladet for at være overvældende positiv, og for ikke at problematisere det angiveligt udemokratiske ved monarkiet som styreform.
Undersøgelser omkring 2010 viste, at ca. 46 % af svenskerne støttede monarkiet som styreform, og at støtten til kongehuset kun lå på 40 %. En senere undersøgelse lavet i tiden omkring kong Carl Gustavs 70 års fødselsdag i 2016 viste dog, at 65 % af svenskerne ønskede at beholde monarkiet.